# أليس لودفيغ
أليس لودفيغ (بالألمانية: Alice Ludwig-Rasch)‏ هي مونتيرة ألمانية، ولدت في 15 يناير 1910 في برلين في ألمانيا، وتوفيت في 2 نوفمبر 1973 في Lütjensee ‏ في ألمانيا.

## وصلات خارجية
- أليس لودفيغ على موقع IMDb (الإنجليزية)
- أليس لودفيغ على موقع قاعدة بيانات الفيلم (الإنجليزية)
- أليس لودفيغ على موقع كينوبويسك (الروسية)